# Heinrich Wolfgang Ludwig Dohrn
Pour les articles homonymes, voir Dohrn.
Heinrich Wolfgang Ludwig Dohrn est un entomologiste et un homme politique allemand, né le 16 juin 1838 à Brunswick et mort le 1er octobre 1913 à Florence.

## Biographie
Sa famille est originaire de Poméranie (aujourd’hui en Pologne). Son père est l’entomologiste Carl August Dohrn (1806-1892) et son frère est le biologiste Anton Dohrn (1840-1909), fondateur de la station de biologie marine de Messine. En 1856, il devient de la Bonner Burschenschaft Frankonia. Il étudie à Stettin et est diplômé en 1858. Il part récolter des spécimens d’histoire naturelle à Príncipe en 1865. Il est à l’origine du musée de Stettin destinée à exposer les collections des naturalistes de la ville, mais rapidement des œuvres d’art occupe une place majeure. Il ouvre ses portes au public en 1913. Dohrn sollicite, en 1904, Adolf Furtwängler (1853-1907), professeur d’archéologie à l’université de Munich, pour reconstituer des monuments grecs dont on ne connaissait que des fragments.
Il récolte notamment le gobemouche de Dohrn (Horizorhinus dohrni) par Gustav Hartlaub (1814-1900) en 1866.